# Sof'ja Vasil'evna Kovalevskaja
Sof'ja Vasil'evna Kovalevskaja (in russo: Со́фья Васи́льевна Ковале́вская, AFI: [ˈsofʲjə vɐˈsʲilʲɪjɪvnə kəvɐˈlʲefskʲəjə]), nata Sof'ja Vasil'evna Korvin-Krukovskaja (in russo: Со́фья Васи́льевна Ко́рвин-Круко́вская, AFI: [ˈsofʲjə vɐˈsʲilʲɪjɪvnə ˈkorvʲɪn krʊˈkofskʲəjə]; Mosca, 15 gennaio 1850 – Stoccolma, 10 febbraio 1891) è stata una matematica, fisica, attivista e scrittrice russa.
Prima donna, oltreché prima donna russa, ad emergere nel campo della matematica e ad ottenere una cattedra universitaria nel Nord Europa (in Svezia, presso l'Università di Stoccolma, nel 1889), diede apporti fondamentali nell'ambito dell'analisi matematica (soprattutto per quanto attiene alle equazioni alle derivate parziali) e della fisica matematica (specie nella meccanica razionale e nella meccanica celeste).
È stata alle volte indicata con la forma del cognome russo non declinato al femminile, Kovalevski, con varie romanizzazioni come Kovalevsky o Kowalevski. Inoltre, per esempio nelle occasioni commemorative o nei premi a lei intitolati, il suo nome è stato spesso riportato con il diminutivo di Sonya.

## Biografia
Sof'ja Vasil'evna Kovalevskaja nacque a Mosca il 15 gennaio 1850, seconda dei tre figli (tra cui la sorella Anna) di Vasilij Vasil'evič Korvin-Krukovskij, generale–tenente di artiglieria, e Elisaveta Fedorovna Schubert. Il nonno F. F. Schubert, generale di fanteria, era un noto matematico, e il bisnonno era un astronomo molto famoso. Sof'ja Kovalevskaja trascorse la sua infanzia a Pablino, una tenuta di famiglia nel distretto di Nevelsk, il governatorato di Vitebsk.
Incominciò a prendere lezioni di matematica all'età di otto anni dall'istitutore Iosif Ignatievič Malevič. Nel 1866 Kovalevskaja si recò per la prima volta all'estero. Successivamente si trasferì a San Pietroburgo dove frequentò le lezioni private di analisi matematica di A. N. Strannoliubskij.
Nel 1868, all'età di 18 anni, Kovalevskaja sposò -con un matrimonio di convenienza- Vladimir Kovalevskij, un giovane studente di paleontologia, con il quale lasciò la Russia e si recò a Heidelberg per poter studiare all'Università, anche se non ufficialmente. A quei tempi le donne non potevano frequentare le università europee senza il permesso dei padri o dei mariti e non potevano conseguire la laurea. Nel 1869 frequentò le lezioni di matematica con Paul Du Bois-Reymond e Leo Koenigsberger, fisica con Hermann von Helmholtz e Gustav Kirchhoff, chimica con Robert Wilhelm Bunsen. Dal 1870 al 1874 fu presso l'Università di Berlino dove Karl Weierstraß, colpito dalle sue doti matematiche, volle prenderla sotto la sua guida impartendole lezioni private.
Kovalevskaja fu un'ardente sostenitrice della lotta rivoluzionaria e delle idee socialiste. Nell'aprile del 1871 insieme al marito Kovalevskij andò a Parigi, allora assediata, per curare i combattenti feriti. Più tardi partecipò alla liberazione dalla prigione del cognato Victor Jaclard, uno degli attivisti della Comune di Parigi.
Kovalevskaja preparò tre diverse tesi di dottorato sotto la guida e il sostegno di Weierstraß e ne seguì una quarta ("Zur Theorie der partiellen Differentialgleichungen") che nel 1874 le fece guadagnare un dottorato summa cum laude presso l'Università di Gottinga. I frutti della sua ricerca furono così impressionanti che l'Università ritenne superfluo farle sostenere qualunque altro esame per conseguire la laurea, conferendole il dottorato di ricerca. I suoi risultati, conosciuti come il Teorema di Cauchy-Kovalevskaya, furono pubblicati nel 1875. Fu così che ottenne, prima donna in Europa, un dottorato in matematica.
Il suo ritorno in Russia fu inutile per la sua carriera professionale poiché nessuna università riconobbe i titoli conseguiti in Europa. Tuttavia nel 1879 Kovalevskaja fece un intervento durante la VI conferenza degli studiosi di Scienze Naturali a San Pietroburgo. Nel 1881 fu nominata membro della Società matematica di Mosca come docente privata.
Al ritorno in Germania ebbe una figlia, Sofia. Kovalevskaja interruppe i suoi studi matematici per circa un anno. Dopo la morte del marito, suicidatosi nel 1883, si trasferì con la figlia a Stoccolma. Nel 1884 cambiò nome e si fece chiamare Sonia Kovalevskij. Divenne, prima donna al mondo, professoressa di matematica, ottenendo la cattedra all'Università di Stoccolma (Högskola) con l'obbligo di tenere le lezioni in tedesco per il primo anno di insegnamento e in svedese per l'anno successivo. In breve tempo imparò perfettamente lo svedese tanto da pubblicare i suoi studi di matematica e altre opere in questa lingua.

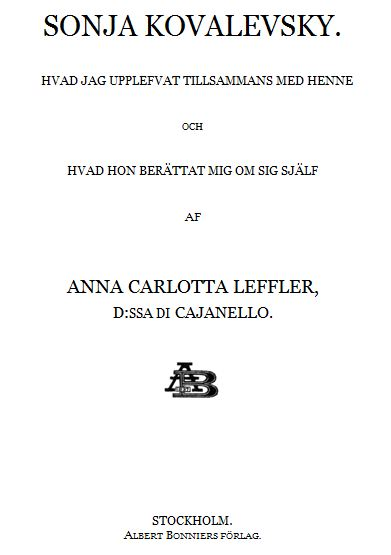
Sonja Kovalevsky, la biografia scritta da Anne Charlotte Leffler, duchessa di Caianello e sua amica del cuore

Nel 1888 vinse il Prix Bordin dell'Accademia francese delle scienze e nel 1889 ottenne il Premio della Reale Accademia delle Scienze di Svezia. Nello stesso anno ricevette il titolo di Accademica dell'Accademia delle Scienze di Russia.
Il 10 febbraio 1891, all'età di 41 anni, Kovalevskaja morì a Stoccolma di polmonite. L'anno dopo, la sua cara amica Anne Charlotte Leffler, sorella del matematico Gösta Mittag-Leffler e moglie dell'algebrista italiano Pasquale del Pezzo, le dedicò una biografia poi tradotta in varie lingue: Sonja Kovalevsky: hvad jag upplefvat tillsammans med henne och hvad hon berättat mig om sig själf (Sonja Kovalevsky. Ciò che ho vissuto con lei e ciò che mi ha detto di sé, Ed. Albert Bonniers, Stoccolma, 1892).

## Attività scientifica
Le ricerche scientifiche più importanti di Kovalevskaja riguardano la teoria della rotazione di un corpo rigido. La scienziata scoprì il terzo caso classico della risolubilità del problema della rotazione di un corpo rigido con un punto fisso, contribuendo così allo sviluppo della risoluzione studiata inizialmente da Leonhard Euler e Joseph-Louis Lagrange.
Kovalevskaja dimostrò l'esistenza della soluzione analitica del problema di Cauchy per i sistemi di equazioni differenziali alle derivate parziali. Trattò il problema di Laplace riguardante l'equilibrio degli anelli di Saturno, ottenendo la seconda approssimazione. Riuscì a risolvere il problema della riduzione di alcune classi di integrali abeliani del terzo rango a integrali ellittici. Fu molto attiva anche nel campo della teoria del potenziale, della fisica matematica e della meccanica celeste.
Nel 1889 ricevette il Gran Premio dell'Accademia Parigina per lo studio della rotazione della trottola pesante asimmetrica. Noti scienziati russi, quali Aleksandr Grigor'evič Stoletov, Nikolaj Egorovič Žukovskij, Nikolaj Alekseevič Nekrasov, scrissero opere sui trattati di Kovalevskaja, pubblicate poi nell'edizione russa della "Raccolta Matematica", vol. XVI.

## Attività letteraria
Grazie alle sue doti matematiche Kovalevskaja raggiunse alte vette nel campo della matematica e della meccanica. Tuttavia, essendo una natura vivace e passionale, non bastarono le ricerche astratte di matematica e la fama raggiunta a farla sentire appagata nelle sue aspirazioni.
Kovalevskaja fu sempre alla ricerca di profondi legami sentimentali, ma il destino spesso non fu benevolo con lei. Proprio gli anni in cui aveva raggiunto la sua massima fama, nonostante avesse ricevuto il premio dell'Accademia Parigina e l'attenzione di tutto il mondo, furono, per la scienziata russa, il periodo di una profonda sofferenza interiore in quanto sentiva infrante le proprie speranze di felicità. Ebbe sempre un rapporto cordiale con quanti la circondavano. Grazie alla sua sensibile e raffinata capacità di osservazione e riflessione poté sviluppare un grande talento per esprimere in forma artistica tutto ciò che vedeva e sentiva. Il ritardo con cui venne scoperto il suo talento letterario e la sua morte precoce non permisero a questa donna straordinaria, colta ed eclettica, di sviluppare e definire la sua nuova qualità di scrittrice.
Tra le sue opere letterarie più importanti, scritte in madrelingua o tradotte in russo, citiamo:
"Le memorie di George Eliot" (Russkaja Misl, 1886, № 6),
"Le memorie dell'infanzia", racconto (Vestnic Europi, 1890, numeri 7 e 8),
"Tre giorni nell'Università di Agraria in Svezia" (Severnij Vestnic, 1890, № 12),
Poesia postuma (Vestnic Europi, 1892, № 2).
Scrisse in svedese le memorie della rivolta polacca e il romanzo "La famiglia Voronzov" che racconta l'epoca della contestazione giovanile russa alla fine degli anni 60.
Ma il maggior interesse è rappresentato dal dramma "Kampen för Lyckan, tvä nne paralleldramer of K. L." (Stoccolma, 1887) perché caratterizza la sua personalità. Questa opera è stata tradotta in russo da M. Lucitzkaya con il titolo "La lotta per la felicità. Due drammi paralleli". In questo doppio dramma, scritto in collaborazione con la scrittrice svedese Anne Charlotte Leffler–Edgren, la matematica russa ha voluto rappresentare il destino e l'evoluzione di due persone da punti di vista opposti, "come era" e "come poteva essere". Alla base di questa opera risiede una sua idea scientifica: Kovalevskaja infatti era convinta che tutte le azioni e i comportamenti delle persone sono predeterminate ma, nello stesso tempo, riconosceva che nella vita di ciascuno possano presentarsi circostanze in cui è indispensabile compiere una scelta e, a quel punto, gli eventi della vita dipendono da quella particolare scelta. Questa ipotesi aveva un fondamento importante: la ricerca di Henri Poincaré sulle equazioni differenziali. Gli integrali delle equazioni differenziali considerati da Poincaré rappresentano, dal punto di vista geometrico, le curve continue, che si diramano soltanto in alcuni punti. La teoria dimostra che il fenomeno si propaga lungo la curva finché non si arriva al punto di biforcazione: è qui che tutto diventa indeterminato e non si può prevedere lungo quale ramo avrà luogo la propagazione del fenomeno (si veda anche la teoria delle catastrofi).

## Opere scientifiche
- (DE) Kowalevski, Sophie, Zur Theorie der partiellen Differentialgleichung (PDF), in Journal für die reine und angewandte Mathematik, n. 80, 1875,  pp. 1-32. URL consultato il 14 novembre 2022 (archiviato il 2 febbraio 2022). (Il cognome che compare in questo articolo è "von Kowalevsky".)
- Kowalevski, Sophie (1884), "Über die Reduction einer bestimmten Klasse Abel'scher Integrale 3ten Ranges auf elliptische Integrale"[collegamento interrotto], Acta Mathematica 4 (1): 393-414, ISSN 1871-2509, DOI 10.1007/BF02418424
- Kowalevski, Sophie (1885), "Über die Brechung des Lichtes In Cristallinischen Mitteln"[collegamento interrotto], Acta Mathematica 6 (1): 249-304, ISSN 1871-2509, DOI 10.1007/BF02400418
- Kowalevski, Sophie (1889), "Sur le probleme de la rotation d'un corps solide autour d'un point fixe"[collegamento interrotto], Acta Mathematica 12 (1): 177-232, ISSN 1871-2509, DOI 10.1007/BF02592182
- Kowalevski, Sophie (1890), "Sur une propriété du système d'équations différentielles qui définit la rotation d'un corps solide autour d'un point fixe"[collegamento interrotto], Acta Mathematica 14 (1): 81-93, ISSN 1871-2509, DOI 10.1007/BF02413316
- Kowalevski, Sophie (1891), "Sur un théorème de M. Bruns"[collegamento interrotto], Acta Mathematica 15 (1): 45-52, ISSN 1871-2509, DOI 10.1007/BF02392602

## Raccolte
- Kovalevskaja S.V. "Opere scientifiche" — Mosca: Edizione Accademia delle Scienze URSS, 1948.
- Kovalevskaja S.V. "Le memorie e le lettere" — Mosca: Edizione Accademia delle Scienze URSS, 1951.
- Kovalevskaja S.V. "Opere letterarie di S.V.K.", 1893.

## Riconoscimenti
L'Associazione delle Donne in Matematica (AWM) promuove ogni anno in tutto il mondo le Giornate della Matematica in onore di Sonia Kovalevsky, progetto indirizzato alle scuole superiori al fine di incoraggiare le ragazze a scoprire la matematica.
La stessa Associazione promuove le Sonia Kovalevsky Lectures, conferenze tenute annualmente nel corso del congresso mondiale della SIAM  (Society for Industrial and Applied Mathematics). L'incarico di tenere queste conferenze è assegnato a donne che hanno conseguito contributi particolarmente significativi nella matematica applicata e computazionale: tra queste Irene Fonseca (2006), Ingrid Daubechies (2005), Joyce R. McLaughlin (2004) e Linda R. Petzold (2003).
In suo onore è stato battezzato il cratere Kovalevsakaja sulla superficie della Luna.
In suo onore la Fondazione Alexander von Humboldt ha istituito il premio Sofja Kovalevskaja, assegnato nella forma di grant di ricerca a giovani ricercatori internazionali, di qualunque disciplina, per stabilire il proprio gruppo di ricerca in Germania.

## Film
Sono stati realizzati due film russi sulla vita di Sof'ja Vasil'evna Kovalevskaja:
- Sof'ja Kovalevskaja (1956), diretto da Iosef Shapiro, con Yelena Yunger, Lev Kosolov and Tatyana Sezenyevskaja
- Sof'ja Kovalevskaja (1985, TV), diretto da Ayan Shakhmaliyeva, con Elena Safonova, Vladimir Letenkov and Natalja Sayko.

## Libri
La scrittrice canadese Alice Munro, vincitrice del Premio Nobel per la Letteratura 2013, dopo aver letto il libro "Little Sparrow: A Portrait of Sophia Kovalevsky" di Don H. Kennedy, subì il fascino di questa donna, scienziata e scrittrice e decise di scriverne il racconto Troppa felicità, pubblicato poi nel suo libro omonimo Troppa felicità edito in Italia da Einaudi nel 2011.
Il racconto ripercorre gli ultimi giorni di vita di Sof'ja Kovalevskaja arricchito da reminiscenze del passato che Munro ha acquisito da lettere, diari e scritti. Munro ha potuto accedere a tali documenti tramite la moglie di Don H. Kennedy la quale è una lontana discendente di Kovalevskaja.